# 20 فبراير
- السبت
- الأحد
- الاثنين
- الثلاثاء
- الأربعاء
- الخميس
- الجمعة

- 12 شعبان 1446  هـ
- 23 شعبان 1446  هـ
- 34 شعبان 1446  هـ
- 45 شعبان 1446  هـ
- 56 شعبان 1446  هـ
- 67 شعبان 1446  هـ
- 78 شعبان 1446  هـ
- 89 شعبان 1446  هـ
- 910 شعبان 1446  هـ
- 1011 شعبان 1446  هـ
- 1112 شعبان 1446  هـ
- 1213 شعبان 1446  هـ
- 1314 شعبان 1446  هـ
- 1415 شعبان 1446  هـ
- 1516 شعبان 1446  هـ
- 1617 شعبان 1446  هـ
- 1718 شعبان 1446  هـ
- 1819 شعبان 1446  هـ
- 1920 شعبان 1446  هـ
- 2021 شعبان 1446  هـ
- 2122 شعبان 1446  هـ
- 2223 شعبان 1446  هـ
- 2324 شعبان 1446  هـ
- 2425 شعبان 1446  هـ
- 2526 شعبان 1446  هـ
- 2627 شعبان 1446  هـ
- 2728 شعبان 1446  هـ
- 2829 شعبان 1446  هـ

20 فبراير أو 20 شُباط أو يوم 20 \ 2 (اليوم العشرون من الشهر الثاني) هو اليوم الحادي والخمسون (51) من السنة وفقًا للتقويم الميلادي الغربي (الغريغوري). يبقى بعده 314 يومًا لانتهاء السنة، أو 315 يومًا في السنوات الكبيسة.

## أحداث
- 1258 - مقتل الخليفةُ العبَّاسِيُّ الأخير عبد الله المُسْتَعْصِم بالله على يد المَغُول، وبوفاته تسقط الدولة العبَّاسية.
- 1872 - افتتاح متحف المتروبوليتان للفنون في نيويورك.
- 1910 - اغتيال رئيس وزراء مصر بطرس غالي على يد إبراهيم الورداني.
- 1911 - صدور العدد الأخير من صحيفة «تشينغ ياو» الصينية، وهي أقدم صحيفة في العالم كانت قد صدرت أول مرة عام 713.
- 1919 - اغتيال حبيب الله خان أمير أفغانستان.
- 1928 - إنجلترا تعترف باستقلال إمارة شرق الأردن واحتفظت لنفسها بالإشراف العسكري وبعض الإشراف المالي.
- 1942 - الشيخ سلمان بن حمد آل خليفة يتولى حكم البحرين خلفًا لوالدة الشيخ حمد بن عيسى بن علي آل خليفة.
- 1948 - عصابات الهاجاناه الصهيونية تقصف الأحياء العربية في حيفا بقذائف المورتار.
- 1963 - القوات العربية تنسحب من الكويت بعد تسلم عبد السلام عارف حكم العراق وإعدام عبد الكريم قاسم.
- 1969 - إسرائيل تنضم إلى معاهدة الحد من انتشار الأسلحة النووية.
- 1971 - اللواء عيدي أمين يعين نفسه رئيسًا على أوغندا بعد أقل من شهر على انقلابه العسكري على سلفه ميلتون أوبوتي.
- 1991 - إطلاق سراح عائلة الجنرال المغربي محمد أوفقير التي قضت في الاعتقال 20 سنة بسبب اتهام الجنرال بالضلوع في محاولة إسقاط طائرة الحسن الثاني.
- 2002 - النيران تلتهم قطاراً وتقتل 370 راكبًا وتصيب 65 في الرقاع الغربية بصعيد مصر.
- 2006 - مجلس الأمة الكويتي يبايع بالإجماع الشيخ نواف الأحمد الصباح وليًا للعهد وذلك بعد تزكية الأمير.
- 2009 - الرئيس الإسرائيلي شمعون بيريز يكلف رئيس حزب الليكود بنيامين نتنياهو بتشكيل الحكومة الجديدة وذلك بعد الانتخابات التي أجريت في 10 فبراير.
- 2011 - قيام مجموع من النشطاء الحقوقين الشباب بدعوة الشعب المغربي للنزول إلى الشارع من أجل المطالبة بدستور جديد، وقاد هذا الحرك الشعبي حركة 20 فبراير.
- 2015 - فيلم تمبكتو يفوز بجائزة أفضل فيلم وكذلك أفضل سيناريو ومخرجه عبد الرحمن سيساكو يفوز بأفضل مخرج، وبيار نيني يفوز بأفضل ممثل وأدال أنال تفوز بجائزة أفضل ممثلة، وذلك في الحفل الأربعين من جائزة سيزار.
- 2017 -
  - الخارجية الروسية تعلن وفاة المندوب الدائم لروسيا في الأمم المتحدة فيتالي تشوركين في مقر البعثة الروسية للأمم المتحدة في مانهاتن.
  - الإعلان رسميا عن مجاعة في أجزاء من جنوب السودان، وأن نحو نصف السكان في البلاد سيواجهون نقصًا كبيرًا في الغذاء بحلول شهر يوليو المقبل.

## مواليد
- 1844 -
  - لودفيغ بولتزمان، عالم فيزياء نمساوي.
  - جوشوا سلوكم، بحّار ومغامر كندي.
- 1898 - اينزو فيراري، قائد سيارات سباق ومؤسس شركة فيراري.
- 1902 - أنسل آدمز، مصور أمريكي.
- 1904 - أليكسي كوسيغين، رئيس وزراء الاتحاد السوفيتي.
- 1910 - أحمد سالم، طيار ومخرج وممثل ومذيع مصري.
- 1912 - بيير بول، روائي فرنسي.
- 1920 - يافجني دراغونوف، مصمم أسلحة روسي.
- 1921 - سيف الله مختار، ممثل مصري.
- 1925 - روبرت ألتمان، مخرج أفلام أمريكي.
- 1926 - ريتشارد ماثيسون، مؤلف وكاتب سيناريو أمريكي.
- 1927 - سيدني بواتييه، ممثل أمريكي.
- 1928 - حسين شاه حسيني، سياسي إيراني.
- 1933 - جمال إسماعيل، ممثل مصري.
- 1935 - يوسف فخر الدين، ممثل مصري.
- 1937 - روبرت هوبر، عالم كيمياء ألماني حاصل على جائزة نوبل في الكيمياء عام 1988.
- 1938 - محمود الجوهري، لاعب ومدرب كرة قدم مصري.
- 1940 - جيمي غريفز، لاعب كرة قدم إنجليزي.
- 1941 - ليم كيت سيانغ، سياسي ماليزي.
- 1944 - ويم فان هانيغيم، لاعب ومدرب كرة قدم هولندي.
- 1948 -
  - كريستوفر بيساريدس، اقتصادي بريطاني من أصل قبرصي حاصل على جائزة نوبل في العلوم الاقتصادية عام 2010.
  - شاهيناز، ممثلة مصرية.
  - أحلام الجريتلي، ممثلة مصرية.
- 1951 -
  - جوردون براون، رئيس وزراء المملكة المتحدة.
  - فيل نيل، لاعب ومدرب كرة قدم إنجليزي.
- 1958 - جمال حمدان، ممثل وممثل صوت لبناني.
- 1964 - فرينش ستيوارت، ممثل أمريكي.
- 1967 -
  - كيرت كوبين، مغني روك أمريكي.
  - نيرفانا إدريس، إعلامية مصرية.
- 1971 - ياري ليتمانن، لاعب كرة قدم فنلندي.
- 1975 - يوسف الحسيني، إعلامي مصري.
- 1977 - أمل حجازي، مغنية لبنانية.
- 1978 - لورين أمبروز، ممثلة أمريكية.
- 1980 -
  - يويتشي ناكامرا، ممثل أداء صوتي ياباني.
  - أرتور بوروتش، لاعب كرة قدم بولندي.
  - لويس جابرييل ري، لاعب كرة قدم كولومبي.
- 1981 - توني هيبرت، لاعب كرة قدم إنجليزي.
- 1985 - يوليا فولكوفا، مغنية روسية.
- 1987 - ريم عبد الله، ممثلة سعودية.
- 1988 -
  - ريانا، مغنية باربدوسية.
  - جيا خان، ممثلة هندية.

## وفيات
- 886 - الإمام ابن ماجه، صاحب سنن ابن ماجه أحد كتب الصحاح الستة.
- 1194 - الملك تانكريد، ملك صقلية.
- 1258 - المستعصم بالله، آخر خلفاء الدولة العباسية.
- 1762 - توبياس ماير فلكي ألماني
- 1790 - الإمبراطور جوزيف الثاني، إمبراطور الإمبراطورية الرومانية المقدسة.
- 1895 - فريدريك دوغلاس، كاتب أمريكي وأحد دعاة التحرير من العبودية.
- 1907 - هنري مواسان، صيدلي فرنسي حاصل على جائزة نوبل في الكيمياء عام 1906.
- 1910 - بطرس غالي، رئيس وزراء مصري.
- 1916 - كلاس بونتس ارنولدسون، سياسي وصحفي وناشط سلام سويدي حاصل على جائزة نوبل للسلام عام 1908.
- 1942 - الشيخ حمد بن عيسى بن علي آل خليفة، حاكم البحرين.
- 1972 - ماريا غوبرت-ماير، عالمة فيزياء ألمانية حاصلة على جائزة نوبل في الفيزياء عام 1963.
- 1976 - رينيه كاسان، دبلوماسي فرنسي حاصل على جائزة نوبل للسلام عام 1968.
- 1978 - فرج العمران، فقيه مسلم وشاعر وكاتب سعودي.
- 1985 - كلارنس ناش، ممثل صوت أمريكي.
- 1992 - محمد أسد، كاتب نمساوي.
- 1993 - فيروتشيو لامبورغيني، رجل الأعمال الإيطالي ومؤسس شركة لامبورغيني للسيارات.
- 1999 - سارة كان، كاتبة ومخرجة مسرحية إنجليزية.
- 2005 - عبد الرحيم البرعي، عالم دين ومتصوف سوداني.
- 2008 - صوفي أبو طالب، رئيس مجلس الشعب المصري.
- 2010 - ألكسندر هيغ، عسكري وسياسي أمريكي.
- 2017 - فيتالي تشوركين، المندوب الدائم لروسيا في الأمم المتحدة.
- 2024 - ممدوح بن سعود بن عبد العزيز آل سعود، أمير سعودي.

## أعياد ومناسبات
- اليوم العالمي للعدالة الاجتماعية.
- يوم القديس إليوثيروس من تورناي.

## وصلات خارجية
- وكالة الأنباء القطريَّة: حدث في مثل هذا اليوم.
- النيويورك تايمز: حدث في مثل هذا اليوم.
- BBC: حدث في مثل هذا اليوم